# Obertraun
Obertraun är en ort och kommun i Österrike. Den ligger i distriktet Gmunden i förbundslandet Oberösterreich, 210 km väster om huvudstaden Wien. 
Kommunen består av två orter (Ortschaften) (inom parentes invånarantal 1 januari 2024):
- Obertraun (628)
- Winkl (110)